# إي إل/إم-2080 جرين باين
إي إل/إم-2080 الصنوبر الأخضر (العبرية: אורן ירוק) هو رادار دفاع صاروخي أرضي إسرائيلي أنتجته شركة أنظمة إلبيط، وهي شركة تابعة لشركة الصناعات الجوية الإسرائيلية، ليعمل أساسًا مع نظام الدفاع الصاروخي آرو الخاص بإسرائيل، والذي يُموَّل وينتج بالاشتراك مع الولايات المتحدة. صُدر النظام إلى الهند، وسُلمت نسخته المتقدمة، Green Pine Block-B، إلى كوريا الجنوبية بتكلفة 83 مليون دولار للوحدة، وإلى أذربيجان. تدير قيادة الدفاع الجوي الإسرائيلي داخل سلاح الجو الإسرائيلي التابع لقوات الدفاع الإسرائيلية كل من رادارات جرين باين ورادارات Green Pine Block-B كجزء لا يتجزأ من نظام آرو.

## التاريخ
تم إطلاق برنامج آرو ردًا على استحواذ الدول العربية على صواريخ أرض-أرض طويلة المدى.  وقعت الولايات المتحدة وإسرائيل مذكرة تفاهم لتمويل البرنامج بشكل مشترك في عام 1986، وفي عام 1988 قدمت منظمة مبادرة الدفاع الاستراتيجي التابعة لوزارة الدفاع الأمريكية طلبًا إلى صناعات الطائرات الإسرائيلية للحصول على نموذج تقني آرو 1.  على مر السنين، تمت إعادة تسمية منظمة مبادرة الدفاع الإستراتيجية إلى منظمة الدفاع الصاروخي الباليستي، ثم إلى وكالة الدفاع الصاروخي، بينما تمت إعادة تسمية صناعات الطائرات الإسرائيلية إلى صناعات الفضاء الإسرائيلية. أعطت حرب الخليج، التي كشفت عن الأداء المثير للجدل لصاروخ باتريوت ضد صواريخ " الحسين " العراقية، المزيد من الزخم لتطوير نظم الدفاع الصاروخي آرو. والذي صُمم في البداية في البداية لاعتراض صواريخ مثل إس إس-1 "سكود"، ومشتقه "الحسين"، و SS-21 "سكاراب" الذي تشغله سوريا، و CSS-2 الذي تستخدمه المملكة العربية السعودية. تطور Arrow أيضًا مع التركيز على برامج الصواريخ المتقدمة لإيران.
حصلت شركة إلتا على عقد تطوير وتصنيع رادار إي إل/إم-2028 في عام 1992. طُور جرين باين من رادار إلتا ميوزك ذي المصفوفة الطورية، الذي قُدم في نوفمبر 1994، وطُرح في عام 1995،  وبدأ تشغيله في نوفمبر 1998. ومنذ ذلك الحين استُخدم جرين باين في عشرات الاختبارات لنظام آرو. في عام 2000 أُعلن أن جرين باين اكتشف إطلاق صاروخ سكود-دي سوري من قاعدته خارج حلب في شمال سوريا، وتتبع مساره الكامل حتى نقطة اصطدامه، حوالي 700 كـم (430 ميل) في الصحراء الجنوبية.  في عامي 2005 و2008، اكتشف جرين باين وتتبع تدريبات مماثلة لصواريخ سكود السورية.
في 29 يوليو 2004، أجرت إسرائيل والولايات المتحدة اختبارًا مشتركًا في مركز اختبار الصواريخ التابع للقاعدة الجوية البحرية بوينت موجو (NAS Point Mugu) في كاليفورنيا، حيث تم إطلاق صاروخ اعتراضي من طراز آرو ضد صاروخ سكود-B حقيقي. مثّل الاختبار سيناريو واقعيًا لم يكن من الممكن اختباره في إسرائيل بسبب قيود السلامة في ميدان الاختبار. لتمكين الاختبار، شُحنت بطارية كاملة إلى بوينت موحو. تم نشر رادار جرين باين وأنظمة القيادة والتحكم في القاعدة، بينما نصبت منصة إطلاق آرو على 100 كـم (62 ميل) قبالة الساحل على جزيرة تشكل جزءًا من نطاق الاختبار. كان الاختبار ناجحًا، حيث دمر الصاروخ الاعتراضي صاروخ سكود الذي كان يحلق على 300 كـم (190 ميل) المسار  على ارتفاع 40 كـم (25 ميل)، غرب جزيرة سان نيكولاس. كان هذا هو الاختبار السابع للنظام الكامل، وهو أول اعتراض لصاروخ سكود حقيقي.
اعتبارًا من عام 2012، يتمتع رادار جرين باين بسجل حافل من النجاح في اعتراض أكثر من 20 صاروخًا باليستيًا.